# 克拉拉·奧斯瓦爾德
奧斯瓦爾德。全名克拉拉·奧斯文·奧斯瓦爾德。英国电视剧神秘博士的角色。十一世、十二世神秘博士的女伴。首見於此劇第七季，劇集《達雷克斯之庇護》。开始的时候，奧奥斯瓦尔德驾驶星艦阿拉斯加，不小心艦毀於難。艦員倖存者，只剩下他一个人。於是流落銀河的边疆，有一颗星星叫達雷克斯，是流放罪犯的地方。於是博士决定营救他。竟為達星盜賊所劫，各个盗贼想要把奧斯瓦爾德变为半機械人，但他们的阴谋失败了。博士转危为安。